# Nuria Andreu Sempere
Nuria Andreu Sempere (Santa Pola, 29 de enero de 1991) es entrenadora de balonmano y exjugadora de balonmano española, que jugaba de central en el Club Balonmano Elche.

## Trayectoria

### Entrenadora
Su futuro parece ligado al balonmano. Se está formando como entrenadora y forma parte de los equipos técnicos en las concentraciones nacionales.Como entrenadora debutó en 2023 con el segundo equipo del Balonmano Elche, al que acabó llevando a la División de Honor Plata.

### Jugadora
Formada en las escuelas deportivas de Santa Pola, cada semana jugaba a lo que tocaba: baloncesto, balonmano, voleibol y futbol. En alevines, donde coincidió con Lara González, cuando comenzó a destacar con el equipo de la escuela municipal, se decantó por el balonmano.En su segundo año como cadete, con 16 años, recibió la llamada de Sagunto que lo quería para su equipo juvenil, aunque entrenaba con el primer equipo.
Con sólo 18 años ya debutaba en Elche en la División de Honor Femenina, jugando competición europea. Durante su periplo dentro del equipo ilicitano, donde coincidió con Ana Martínez, sufrió una lesión en el hombro (rotura del lambrum glenoideo y del tendón supra espinoso del hombro derecho) que la hizo pasar por quirófano y la mantuvo en el dique seco durante seis meses.
En el mercado invernal del 2014 se mudó de equipo alicantino y fichó por el Mar Alicante tras solicitar la baja del equipo ilicitano por falta de minutos. Solo estuvo el final de la temporada en Alicante ya que las dos temporadas siguientes jugó con el Jofemesa Oviedo de Alfredo Rodríguez. Un año en Alcobendas y, tras el desmembramiento del equipo madrileño, se convirtió en el sexto fichaje para la temporada 2017/18 del Rincón Fertilidad Málaga equipo al que llegó junto a Macarena Gandulfo y Emma Boada. Llegó a Málaga lesionada con un tumor tibial, que le fracturó parte de la tibia y tuvieron que ponerle un injerto de la cadera, lesión que la tuvo en el dique seco toda su primera temporada y durante 16 meses. El segundo año participó más del equipo de Diego Carrasco.

#### Su época más laureada
Tras su agridulce paso por Málaga volvió a recalar en el Balonmano Elche y coincidió con la época más laureda hasta la fecha del equipo valenciano de la mano de Joaquín Rocamora. Una Copa de la Reina (2020/21), una Supercopa de España (2021/22) y una Copa Europea de la EHF, además de dos subcampeonatos de liga (2022/23 y 2023/24) luce en las vitrinas de la "guerrera de la Plana".

### Retirada como jugadora
Al finalizar la temporada 2023/24 anunció su retirada como jugadora, junto a Alexandra Do Nascimento y Tessa Van Zijl.

### Clubes
- 2007–2009: Balonmano Sagunto
- 2009–2014: Elche Mustang
- 2014: Valencia Aicequip
- 2014–2016: Balonmano Oviedo
- 2016–2017: Alcobendas
- 2017–2019: Rincón Fertilidad Málaga
- 2020–2024: atticgo Bm Elche

#### Datos(desde 2013 a junio de 2024):[22]
|          | Liga | Copa | EHF |
| -------- | ---- | ---- | --- |
| Partidos | 262  | 29   | 43  |
| Goles    | 376  | 48   | 43  |

## Galardones

### Clubes y selección
- 1 x Copa de la Reina (2020/21)
- 1 x Supercopa de España (2021/22)
- 1 x Copa Europea de la EHF (2023/24)[18]

### Individuales
- Medalla e Insignia de Bronce de la Real Federación Española de Balonmano.[23]
- Guerrera de la Jornada de las semifinales de la Liga de la temporada 2022/23.[24]

### Como entrenadora
- Campeón de territorial y ascenso a División de Honor Plata (2023-24)